# Nowa Gwinea Australijska
Nowa Gwinea Australijska (ang. Australian New Guinea) – nazwa dawnego terytorium administrowanego przez Australię w latach 1919–1949. Obejmowało ono północno-wschodnią część wyspy Nowa Gwinea oraz Archipelag Bismarcka i północno-zachodnią część Wysp Salomona. Obejmowało obszar o powierzchni 241 000 km². Głównym miastem terytorium był Rabaul. Status języka urzędowego miał angielski.
Terytorium to najpierw podporządkowane zostało w 1899 roku przez Niemcy. Nosiło ono wówczas nazwę Ziemia Cesarza Wilhelma. Po zakończeniu I wojny światowej zostało ono odebrane przez Ligę Narodów, mandat do administrowania przyznano Australii. Od 1945 roku miało status terytorium powierniczego Organizacji Narodów Zjednoczonych nadal pod administracją Australii. Od 1949 roku Nowa Gwinea Australijska była administrowana wspólnie z Papuą.